# ФК Будућност Блазнава
ФК Будућност Блазнава се налази у Блазнави, југозападном делу општине Топола

## Оснивање
Блазнавци су званично основали клуб 1975. године под именом ФК "Будућност". Оснивачи су били: Предраг-Прежа Павловић (молер), Радош Шевић Сајган (инжинјер), Радисав-Раја Николић (техничар), Жарко Шевић (стругар), Рашко (проф. возач), Михаило (службеник) - синови учитеља Живомира Вујановића, Владета Ћурулић (електричар), Здравко Алексић (радник), Богољуб Михаиловић (поткивач). За председника је изабран Предраг-Прежа Павловић. Оснивачи и Управа новофорнираног клуба одмах су започели активности на стваранју основних услова за рад Клуба. Изграђено је ново игралиште и отворен је бифе који је много помогао у обезбеђивању средстава за издржавање клуба.

## Јубилеј
Дана 3. августа 1997. године у Блазнави је организована једноднвена свечаност поводом 25 година од оснивања ФК "Будућност" и у част прве генерације фудбалера која је играла у клубу.
Програмом прославе обухваћена је ревија домаћих играча од омладинаца до првотимаца и ветерана. Организоване су три утакмице ок којих је најинтересантнија била она између ветерана и првог тима. Резултат је био 3:1 у корист првотимаца. На игралишту у Блазнави тога дана продефиловало је преко 40 играча од којих су већином младићи из ове средине што посебно импонује и представља гаранцију за будућност ФК "Будућности".
После ревије утакмице по свежем али сунчаном времену, пре свечаног ручка на којем је било преко 50 гостију, уручена су признања- златне, сребрне и бронзане плакете за велики допринос у оснивању и развоју клуба.
Златне плакете добили су: Павловић Предраг, Шевић Жарко и Павловић Миле.
Сребрне плакете добили су: Шевић Радош, Николић Радисав, Ћурулић Владета, Вујановић Михаило, Шевић Саша, Манојловић Микица.
Признања- плакете су добили и сви играчи прве генерације који су играли у клубу као и они који су на било који начин допринели развоју клуба, њих око 30. Затим ФК "Шаторња" као и ОФК "Јарменовци" које је представљао на овој свечаности први председник овог клуба Милош Јовановић.
Од оснивања ФК "Будућност" није прекидала са радом. Такмичила се са променљивим успехом у лигама општинске, преко међуопштинске до шумадијске. Највећи успех клуба је био 1980. године када се такмичио Шумадијској лиги. Данас се такмичи у првој општинској лиги. Први капитени били су Шевић Радош и Шевић Милан.

## Успеси
ФК "Будућност" је свој највећи успех остварио 1981/82. такмичарске године када је као првак Општинске лиге Топола стекао право такмичења у Шумадијска лига "Север". После једне сезоне у вишем рангу, Блазнавачки фудбалери су поново у општинској лиги. Са изузетком такмичарске 1987/88., 1991/92., 2008/09., 2009/10., 2010/11. и 2012/13. године, фудбалери из блазнаве се редовно такмиче од 1975. до 2016. године.

## Новији резултати
| Сезона   | Лига                  | Позиција | ИГ | Д  | Н | П | ГД | ГП | ГР  | Бод |
| -------- | --------------------- | -------- | -- | -- | - | - | -- | -- | --- | --- |
| 2011/12. | Општинска лига Топола | 5.       | 14 | 6  | 3 | 5 | 26 | 29 | -3  | 21  |
| 2012/13. | --                    | 0.       | 0  | 0  | 0 | 0 | 0  | 0  | 0   | 0   |
| 2013/14. | Општинска лига Топола | 2.       | 12 | 8  | 1 | 3 | 30 | 10 | +20 | 25  |
| 2014/15. | Општинска лига Топола | 1.       | 10 | 10 | 0 | 0 | 25 | 6  | +19 | 30  |

## Прва лопта
Према казивању Богољуба-Боје Михајиловића (1918), поткивача из Блазнаве, фудбал се у Блазнави почео играти око 1933. године првом фудбалском лоптом коју је донео Милован Павловић (учитељ). Ко је желео да игра морао је да уплати десет динара, а толико је вредела једна надница. До лопте је било тешко доћи. Тако је једном приликом Верка Милорадовић продала лопту за 80 килограма пшенице, а тражила је 100 килограма. Пре другог светског рата игране су утакмице са суседима: Шаторњом, Маслошевом, Страгарима,... Осим ђака играле су и занатлије, затим пољопривредници у народним оделима и опанцима на ногама.